# Stavka

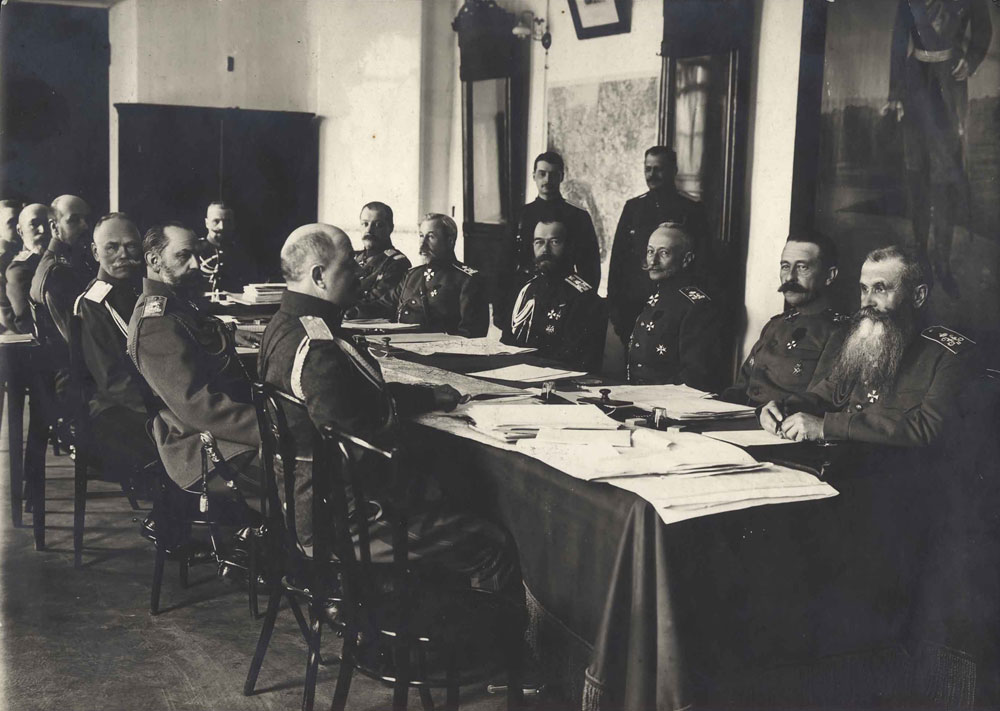
Reunião da Stavka em abril de 1916, com a presença do imperador Nicolau II da Rússia.

Stavka (em russo:  Ставка) foi o alto-comando das forças armadas do Império Russo e da União Soviética. Seu nome é abreviatura de "Comandante-em-Chefe" ou "Quartel-General" das Forças Armadas (em russo: Ставка Верховного Главнокомандования; romaniz.: Stavka Verchovnogo Glavnokomandovania).
Na Rússia Imperial, Stavka designava a equipe administrativa e o quartel-general do Exército Imperial Russo. Subsequentemente, o termo passou a designar o quartel-general e a equipe administrativa das Forças Armadas da União Soviética.